# Amewu

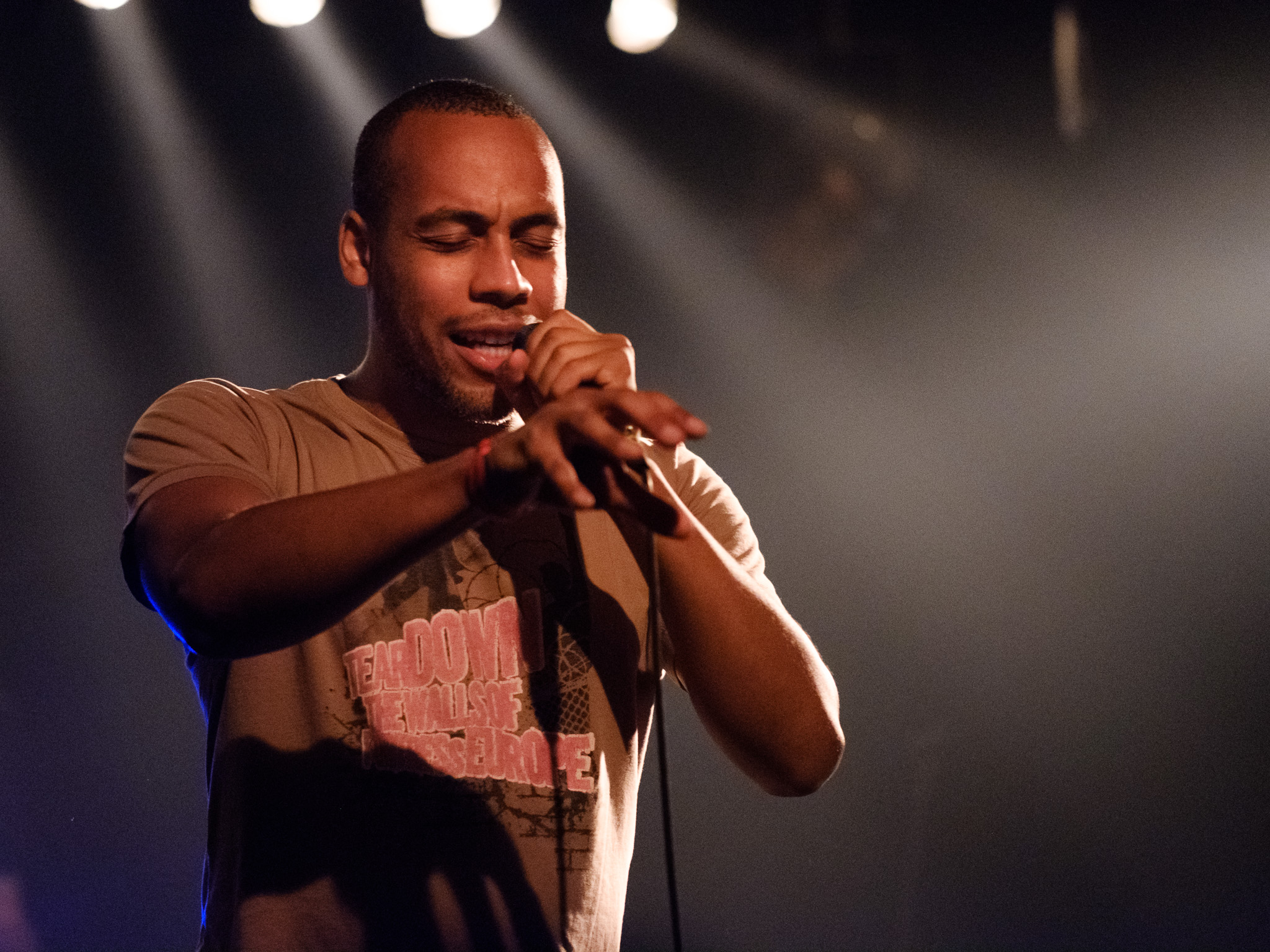
Amewu während eines seiner Auftritte im September 2017 in Vöcklabruck, Österreich

Amewu (* 1983 in West-Berlin; bürgerlich Amewu Nove) ist ein deutscher Hip-Hop-Künstler aus Berlin. Er ist unter anderem auch unter dem Künstlernamen Halbgott bekannt, den er vor allem in früheren Freestyle-Veranstaltungen verwendete.
Bezeichnend für Amewus Rap-Stil ist eine Mischung aus inhaltlich tiefgründigen Texten und anspruchsvoller Rap-Technik mit oft schnell gesprochenen Texten.

## Herkunft
Amewus ghanaischer Vorname entspringt der Sprache Ewe und bedeutet gemäß Amewus eigener Aussage so viel wie „Der Mensch ist keine Ware“, „Ein Mensch ist nicht verkäuflich“ oder „Ein Menschenleben wiegt mehr als Gold“.
Er ist in Berlin-Charlottenburg geboren und aufgewachsen und machte dort nach einem Schulwechsel, mit welchem er nach eigener Aussage einem Rauswurf zuvorkam, an der Anna-Freud-Oberschule sein Abitur mit Schwerpunkt Englisch und Psychologie. Danach studierte er „Kultur & Technik“ mit Kernfach Philosophie.

## Künstlerischer Werdegang
Sowohl Amewus erstes Album Entwicklungshilfe aus dem Jahr 2009 als auch sein zweites Album Leidkultur aus dem Jahr 2012 erhielt größtenteils äußerst positive Rezensionen. Ab 2012 oder 2013 folgte eine Phase von etwa sechs bis sieben Jahren, in denen er keine neue Solo-Musik veröffentlichte und der Öffentlichkeit lediglich durch Features, Konzerte und Interviews präsent blieb, kaum aber durch Social-Media-Kanäle, welche er noch nie häufig nutzte. Diese Phase begründete er in einer Erklärung vom 1. Mai 2019 unter anderem mit einer intensiven Auseinandersetzung mit psychischen Problemen, welche ihn schon länger plagen würden, einem Zuviel an Reaktionen und Erwartungen der Hörer seiner Musik und der Tatsache, dass er die Musik primär für sich selbst veröffentlicht hätte und „nicht unbedingt daran interessiert war, der neue Rapstar zu sein, den jeder kennt.“ Diese Phase ohne Veröffentlichung endete am 10. Mai 2019 mit der Veröffentlichung des Songs Blut. Am 25. Oktober 2019 erschien der Song Skalp. Am 17. Juli 2020 veröffentlichte er unter dem Titel „2009–2013“ weitere Tracks, die aus den Jahren 2009 bis 2013 stammen und bis zu dieser Veröffentlichung lediglich inoffiziell auf YouTube und ähnlichen Plattformen kursierten, darunter Der Gedanke der Tat featuring Chefket und Democrazy. Im November 2021 erschien die Single „Amewuga“ und am 28. Januar 2022 folgte ein neues Soloalbum namens „Haben oder Sein“, das Platz 8 der deutschen Albumcharts und Platz 2 der deutschen Hip-Hop-Charts erreichte.
Produziert wurde seine Musik vom Musiklabel Edit Entertainment, auf dem weitere Berliner Rapper, u. a. Team Avantgarde, Gris, Meyah Don und Zenit, ihre Musik veröffentlichten, bis zu seinem Austritt aus dem Label Mitte der 2010er Jahre. Seitdem veröffentlicht er ohne Label.
Hr. Nove spielte in der Theaterproduktion Rückkehr nach Reims der Schaubühne Berlin einen Tonproduzenten und sich selbst. Inhaltlich referiert seine Figur dort über rassistische Erfahrungen in Deutschland.

## Diskografie
Alben
- 2009: Entwicklungshilfe (Edit Entertainment)
- 2012: Leidkultur (Edit Entertainment)
- 2020: 2009–2013 (Eigenproduktion)
- 2022: Haben oder Sein (Amewuga)

EPs
- 2011: Fenster zur Sprache (Eigenproduktion)

Singles
- 2011: Der Gedanke der Tat (mit Chefket)
- 2019: Blut
- 2019: Skalp
- 2020: Lisas Migräne
- 2021: Amewuga (mit Oga Beats)
- 2021: Haben oder Sein (mit Ghanaian Stallion)
- 2022: Plastikstrand

Gastbeiträge
- 2007: Talent, erschienen auf Der Komponist von Keyza Soze
- 2010: Tightrope, erschienen auf 2000 - 2010 von Farbeon
- 2012: Futter Erde, erschienen auf Terroristen Volk von Snowgoons
- 2013: Easy come, easy go, erschienen auf Guter Tag von Chefket
- 2014: Kämpfen, erschienen auf Return von Long Lost Relative
- 2014: Wenngleich zuweilen, erschienen auf Lila Samt von Sookee
- 2014: Horizont, erschienen auf Le Gruyère von Trommel Tobi
- 2014: Winterkind, erschienen auf Le Gruyère von Trommel Tobi
- 2015: Bhūmi, erschienen auf XX EP von Long Lost Relative
- 2015: Aveugles, bavards et sourds, erschienen auf Indigo von Elom 20ce
- 2016: Wart ma, erschienen auf Freiflug von Herr von Grau
- 2016: Utopie, erschienen auf Erwartungen von Team Avantgarde
- 2016: Warten auf die Sonne, erschienen auf Für einen Moment perfekt von Kobito
- 2017: Geschichtsunterricht, erschienen auf Platz an der Sonne von BMSG
- 2017: Liedschatten, erschienen auf Ult7ma von Cr7z
- 2018: Es ist soweit, erschienen auf Mula 4 Life von Sonne Ra
- 2018: Dope, erschienen auf Eh Olo von Sonne Ra
- 2019: Alles was ich hab (Single), erschienen auf Berliner Negritude von Musa, erschienen auf Urban Tree Music
- 2019: Oder vier/zwölf, erschienen auf 12 Jahreszeiten von Horst Wegener
- 2019: Ich weiß alles, erschienen auf The J0urney M1xtape von LMNZ
- 2021: Einzelkampf, erschienen auf Wenns am schönsten ist (Live) von Sookee
- 2021: Live & Direct, erschienen auf 21 von Megaloh
- 2022: Kommt vor, erschienen auf Maggo Lebt von Mädness
- 2022: Atemlos, erschienen auf Troll von MUSA und Oga Beats